# 獨湖
孤独湖（Lacus Solitudinis）是月球背面的一座小月海，月面座标为27°48′S 104°00′E / 27.8°S 104.0°E ，直徑約139公里。它的名稱在1976年時獲得國際天文學聯合會承認並採用。
孤独湖的外型呈弧状，西北方為凹側面；東侧邊緣較連續，而西侧邊緣則因坐落着众多小型撞击坑而變得不規則。月湖北面有别莱利曼陨石坑；西北是“西格弗莱德月溪”（Rima Siegfried）和斯卡利杰环形山以及被熔岩覆盖的鲍迪许陨石坑，尽管显示它并不直接与独湖相连；西侧是已侵蚀的提丢斯环形山；南面是卫星坑“帕克赫斯特 Y”，而帕克赫斯特环形山自身则位于东南更远一点的地方。

## 名称来源

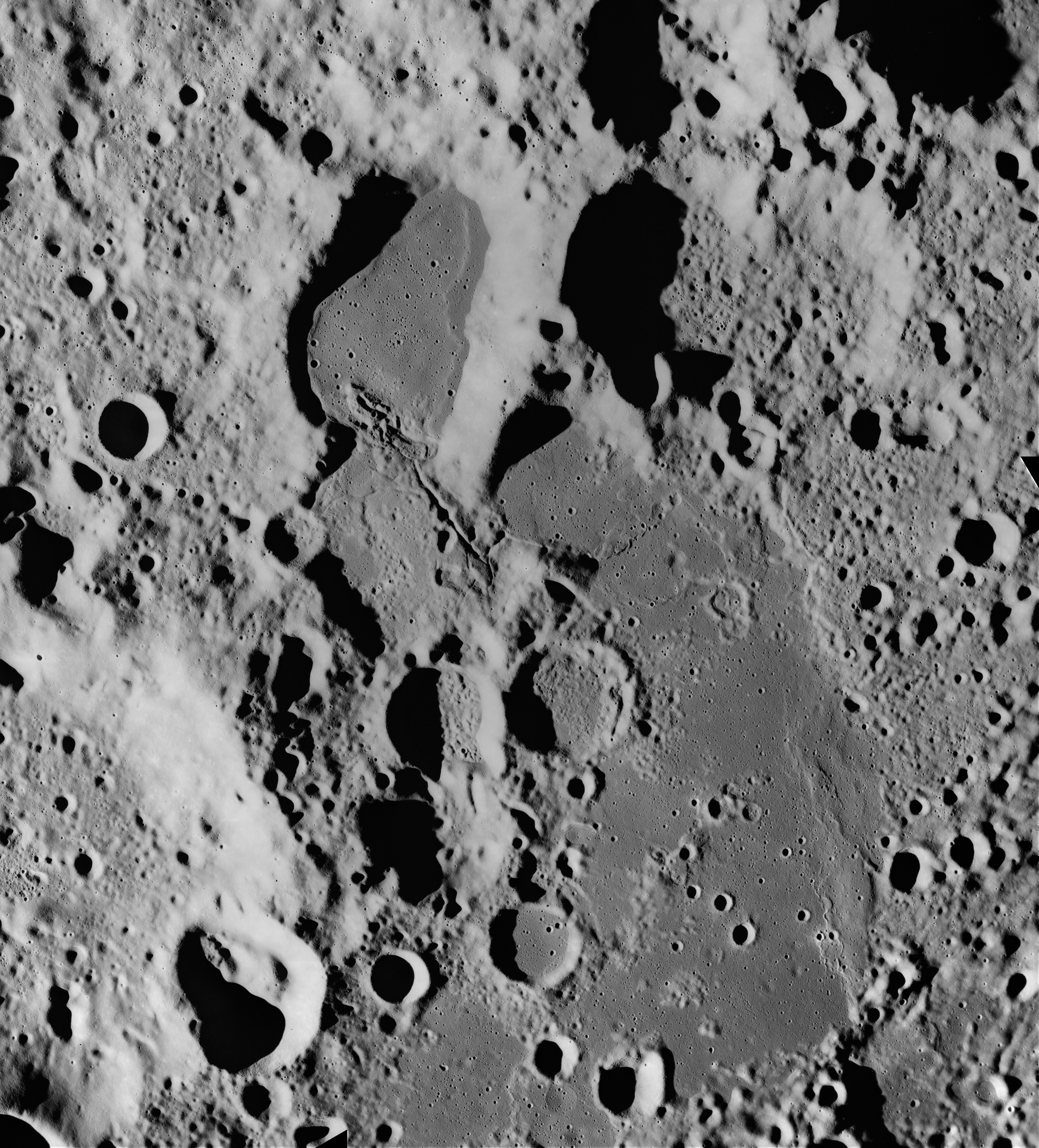
阿波罗15号拍摄的图像

1972年孤独湖首次出现在“安东尼·鲁克尔”（英语：Antonín Rükl）发表的《月球正面图》中，1976年该名称被国际天文联合会批准采纳。

## 外部連結
- The-moon.wikispaces.com: 孤独湖 （页面存档备份，存于）
- 孤独湖地图 （页面存档备份，存于）